# Ring (Canción de Cardi B)
"Ring" es una canción de la rapera estadounidense Cardi B con la cantante estadounidense Kehlani, perteneciente al álbum de estudio debut de la primera, Invasion of Privacy (2018). Fue lanzado el 28 de agosto de 2018 a través de Atlantic como el cuarto sencillo del álbum. Fue escrito por los dos artistas, Desmond Dennis, Jordan Thorpe, DeMario Bridges y Nija Charles, junto con sus productores Needlz y Scribz Riley. Debutó en el puesto 28 en el Billboard Hot 100 de EE. UU. la semana siguiente al lanzamiento del álbum, lo que marcó la canción de Kehlani con las listas más altas hasta el momento.  Se envió a la radio rítmica y urbana contemporánea el 28 de agosto de 2018, como quinto y último sencillo del álbum.

## Composición y letras
Descrito como un "suave tema de R&B " por un editor de AllMusic, "Ring" muestra al protagonista en una situación vulnerable,  ya que presenta temas de angustia y celos.  En la letra, Cardi expresa frustración por una pareja que dejó de contactarla, mientras se aferra a su orgullo.   Un escritor del diario británico The Guardian interpretó la letra como una exploración de "La paranoia romántica contemporánea que proviene de los teléfonos inteligentes". 

## Video musical
Cardi B anunció el lanzamiento del videoclip a finales de Julio para el próximo mes.  Dirigido por Mike Ho y lanzado el 20 de agosto de 2018, el video muestra a la rapera entre cables telefónicos enredados y a ambos artistas interpretando sus respectivos versos dentro de cabinas telefónicas y en habitaciones de un gris intenso mientras visten conjuntos negros y plateados.   Cardi B, la artista de la canción, no sabía por qué el vídeo musical de la canción se había lanzado ese día específico, ya que afirmó que no logró ver las ediciones finales del vídeo antes de su lanzamiento.  Hasta la actualidad, el video oficial ha recibido más de 200 millones de visitas en YouTube .

## Rendimiento
En los Estados Unidos, "Ring" pudo debutar en el puesto 28 del Billboard Hot 100 la semana siguiente al lanzamiento del álbum. Esto le da a Kehlani su primer éxito entre los 40 primeros y su canción de mayor pico hasta la fecha. Con el lanzamiento del video musical, volvió a ingresar al Billboard Hot 100 en la edición de la lista del 1 de septiembre de 2018 por quinta semana en la lista,  y pudo regresar al top 40 en su decimoquinta semana en la lista. 

## Premios y nominaciones
| Año  | Premiación                             | Categoría           | Resultado | Ref. |
| ---- | -------------------------------------- | ------------------- | --------- | ---- |
| 2019 | Premios ASCAP de Música Rítmica y Soul | Canciones ganadoras | Ganador   |      |
| 2020 | Premios ASCAP de Música Rítmica y Soul | Canciones ganadoras | Ganador   |      |
| 2020 | Premios BMI R&B/Hip-Hop                | Canciones ganadoras | Ganador   |      |

## Historial de lanzamientos
| País           | Fecha                | Formato                     | Etiquetas) | Ref.   |
| -------------- | -------------------- | --------------------------- | ---------- | ------ |
| Estados Unidos | 28 de agosto de 2018 | Rhythmic contemporary radio |            | [ 13 ] |
| Estados Unidos | 28 de agosto de 2018 | Urban contemporary radio    | [ 14 ]     |        |